# Linia kolejowa Eisenach – Lichtenfels
Linia kolejowa Eisenach – Lichtenfels – ważna, częściowo zelektryfikowana linia kolejowa w Niemczech, w kraju związkowym Turyngia i Bawaria. Biegnie z miejscowości Eisenach wzdłuż rzeki Werra przez Meiningen, Eisfeld, Coburg do Lichtenfels.